# 何兰阶
何兰阶（1910年12月21日—2002年10月15日），男，湖北麻城人，中华人民共和国政治人物，曾任中华人民共和国最高人民法院副院长。

## 生平
1930年，参加中国工农红军，历任红四方面军红一师警卫连排长，三十团二营宣传队队长，八十八师政治部秘书长，三十军政治部秘书长。抗日战争期间，担任总政治部保卫部审讯执行科科长，陕甘宁晋绥联防军军法处副处长、处长。1945年，历任联防军派往东北干部团政治处主任、冀东军区独立第十旅政治部主任，军区政治部副主任兼组织部部长、政治部主任兼唐山警备司令部副政委，201师政委。1949年，任最高人民法院刑事审判庭副庭长。1952年，任最高人民法院华北分院副院长、院长。1954年，任最高人民法院民事审判庭庭长。1965年，任最高人民法院副院长。2002年去世。